# Holums kommun
Holums kommun (norska: Holum kommune) var en kommun i Vest-Agder fylke i södra Norge. Kommunen omfattade ett område i den östra delen av nuvarande Lindesnes kommun (Holums socken) samt ett område i den sydvästra delen av nuvarande Kristiansands kommun (Stubstadsområdet). Tätorten Krossen utgjorde kommunens centralort.

## Administrativ historik
Holme kommun upprättades den 1 januari 1838 (som Holme formannskapsdistrikt) när Formannskapslovene från 1837 trädde i kraft. 
1911 bytte kommunen namn från Holme till Holum.
Den 1 januari 1964 upplöstes kommunen och delades. Huvuddelen (med 1 127 invånare) fördes, tillsammans med Halse og Harkmarks kommun, till Mandals kommun (sedan den 1 januari 2020 en del av Lindesnes kommun) medan Stubstadsområdet (med nio invånare) fördes, tillsammans med en del av Øyslebø kommun, till Søgne kommun (sedan den 1 januari 2020 en del av Kristiansands kommun). Kommunen hade vid delningen totalt 1 136 invånare.